# 유명 (서웅후)
유명(劉明, ? ~ ?)은 전한 중기의 제후로, 광천혜왕의 아들이다.

## 행적
원삭 3년(기원전 126년), 서웅후(西熊侯)에 봉해졌고, 사망 후 후사가 없어 봉국이 폐지되었다.
전대소에 따르면, 《한서》 경십삼왕전에서 광천중위 채팽조(蔡彭祖)에게 구금되고 모욕을 당한 '광천왕(광천유왕)의 아들 유명'은 곧 서웅후 유명으로, 해당 구절은 '광천왕의 동생 유명'이 잘못 기록된 것이다.

## 출전
- 사마천, 《사기》 권21 건원이래왕자후자연표
- 반고, 《한서》 권15상 왕자후표 上

| 전임 (첫 봉건) | 전한의 서웅후 기원전 126년 10월 계유일 ~ ? | 후임 (봉국 폐지) |